# Афлигем
 Тази статия е за селището.  За белгийската абатска бира вижте Афлигем (бира).  
Афлигем (на нидерландски: Affligem) е селище в Централна Белгия, окръг Хале-Вилворде на провинция Фламандски Брабант. Населението му е около 12 000 души (2006).